# Peribaea spoliata
Peribaea spoliata är en tvåvingeart som först beskrevs av Mario Bezzi 1923.  Peribaea spoliata ingår i släktet Peribaea och familjen parasitflugor.
Artens utbredningsområde är Seychellerna. Inga underarter finns listade i Catalogue of Life.